# Flushing (Ohio)
Pour les articles homonymes, voir Flushing (homonymie).
Flushing est un village américain situé dans le comté de Belmont, dans l’Ohio. Selon le recensement de 2010, sa population est de 879 habitants.